# 8995 Rachelstevenson
8995 Rachelstevenson è un asteroide della fascia principale. Scoperto nel 1981, presenta un'orbita caratterizzata da un semiasse maggiore pari a 2,6062839 UA e da un'eccentricità di 0,1674910, inclinata di 12,64396° rispetto all'eclittica.